# Enriqueta d'Anglaterra
Enriqueta d'Anglaterra (Bedford House, comtat d'Exeter, 16 de juny de 1644 - Castell de Saint-Cloud, 30 de juny de 1670) fou duquessa d'Orleans i Princesa d'Anglaterra i Escòcia de la dinastia dels Estuard amb el tractament d'altesa reial que contragué matrimoni en el si de la monarquia francesa.
Era filla del príncep de Gal·les i després rei Carles I d'Anglaterra i de la princesa Enriqueta de França. Per via paterna, Enriqueta era neta del rei Jaume I d'Anglaterra i de la princesa Anna de Dinamarca i per via materna ho era del rei Enric IV de França i de la princesa Maria de Mèdici.

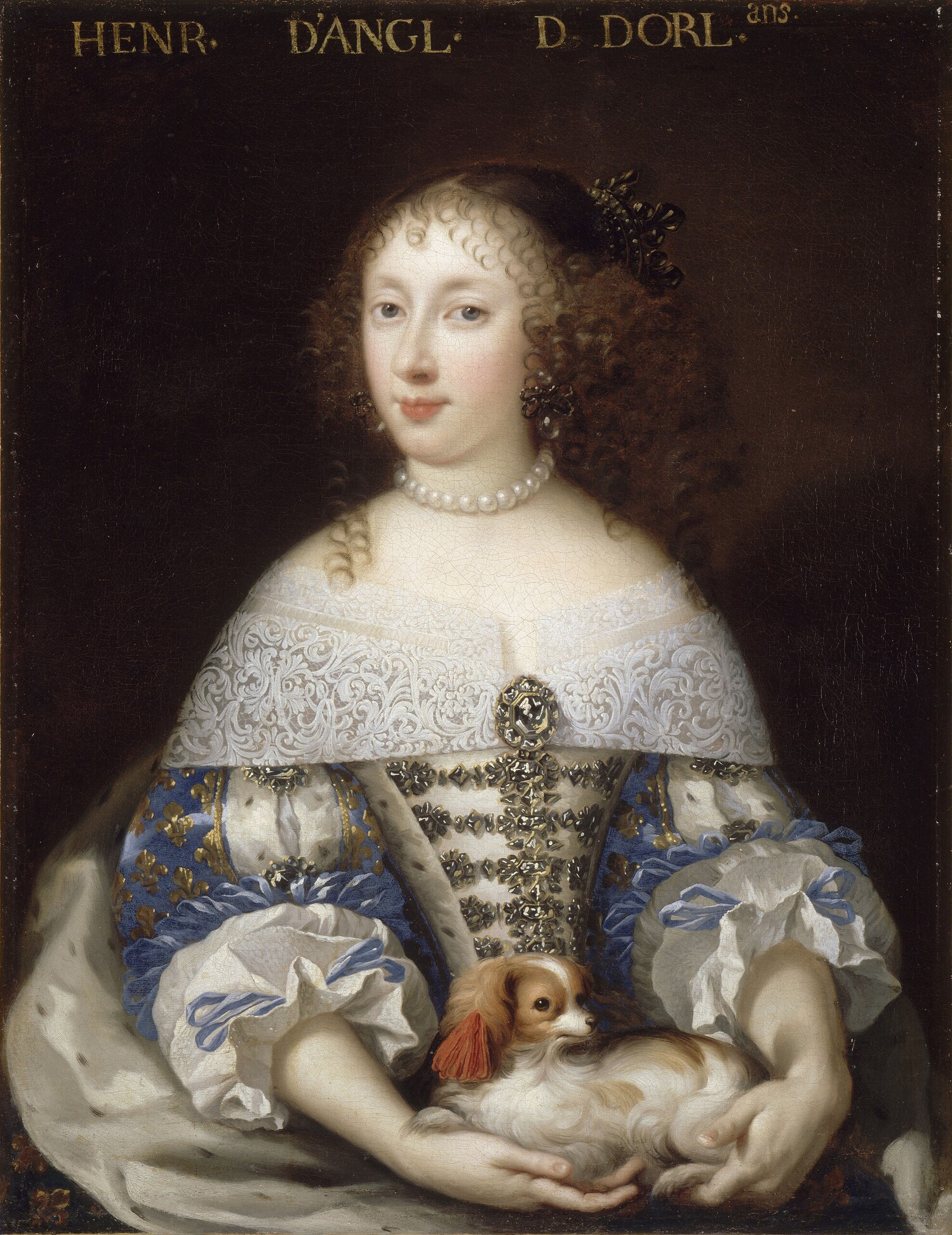
La princesa Enriqueta Anna d'Anglaterra, duquessa d'Orleans.

Enriqueta nasqué en plena Guerra civil anglesa l'any 1644. Pocs anys després, l'any 1649, després de l'execució del seu pare, el rei Carles I d'Anglaterra, la princesa fugí del país i es refugià al costat de la seva mare al Regne de França.
El dia 31 de març de l'any 1661 contragué matrimoni a la residència del Castell de Saint-Cloud amb el duc Felip d'Orleans, fill del rei Lluís XIII de França i de la infanta Anna d'Espanya. Felip era l'únic germà del rei Lluís XIV de França. La parella tingué tres fills que arribaren a edat adulta:
- SAR la princesa Maria Lluïsa d'Orleans (Versalles, 1662 -Madrid, 1689), es casà amb el rei Carles II d'Espanya.
- SAR el príncep Felip d'Orleans, duc de Valois (Fontainebleau, 1664 -Palau Reial, 1666)
- SAR la princesa Anna Maria d'Orleans (Saint-Cloud, 1669 -Torí, 1728), es casà amb el rei Víctor Amadeu II de Sardenya.

El matrimoni dels ducs d'Orleans aviat fracassà, la predilecció de Felip per la companyia masculina i la suposada relació d'Enriqueta amb el seu cunyat, el rei Lluís XIV de França, contribuïren a acabar amb la relació.
Tot i els estesos rumors sobre una relació amorosa entre la duquessa i el rei francès, les proves no són inapel·lables. Ara bé, si és cert que les amants de Lluís XIV de França a partir de la seva mort de la princesa anglesa foren totes del cercle de la duquessa: Louise de la Valliere i la marquesa de Montespan. És més, Louise de la Valliere esdevingué, segons sembla, amant del rei per petició de la duquessa que temia que la seva relació esdevingué pública.
La duquessa és coneguda per la correspondència que mantingué amb el seu germà, el rei Carles II d'Anglaterra, amb qui estava molt unida. La duquessa jugà un rol de primer ordre en les negociacions entre el rei Lluís XIV de França i el rei Carles II d'Anglaterra i que conduïren a la firma secreta del Tractat de Dover de 1670 pel qual s'establia una aliança defensiva entre Regne d'Anglaterra i el Regne de França. La duquessa morí tan sols dues setmanes després de la signatura del Tractat de Dover. Amb la mort de la duquessa començaren a córrer rumors sobre un possible enverinament per part de l'amant del seu marit que era retornat a París després de mesos d'empresonament al Castell d'If.